# キャットウーマン
キャットウーマン（英: Catwoman）、セリーナ・カイル（Selina Kyle）は、DCコミックスの出版するアメリカン・コミックス『バットマン』に登場する架空のスーパーヴィラン、スーパーヒロイン。ボブ・ケインとビル・フィンガーによって創造され、1940年6月の"Batman #1"で初登場した。

## 概要
ボブ・ケインとビル・フィンガーによって創造され、"Batman #1"(1940年6月)で初登場した。初登場時は“The Cat”と呼ばれていた。キャットウーマンは伝統的にスーパーヴィランとして描かれていたが、1990年代以降は同名のシリーズでアンチヒロインとして紹介されている。キャットウーマンはバットマンとの複雑な愛憎関係を持っており、バットマンの最も永続的な愛を受けている。
キャットウーマンはスーパーヴィランとして描かれるが、バットマンとキャットウーマンは共通の目標を達成するために一緒に行動すると、ロマンチックな関係を有する者として示される。バットマンは年間を通じて女性のキャラクターと多くのロマンチックな関係を持っているが、これらの関係は短い傾向にあり、バットマンをキャットウーマンへ引きつける魅力はキャラクターの登場するほとんどのバージョンと媒体に存在している。
最も広く知られたキャットウーマンはセリーナ・カイルである。このキャラクターは、ケインのいとこであるラス・スチールと女優のジーン・ハーロウから影響を受けた。
1960年代のテレビドラマではジュリー・ニューマー、アーサー・キット、リー・メリウェザー、1992年の『バットマン リターンズ』ではミシェル・ファイファーが演じた。キャットウーマンの独立した映画は、ハル・ベリー主演の2004年の『キャットウーマン』であるが、バットマンとの類似性はほとんどない。2012年の『ダークナイト ライジング』ではアン・ハサウェイ、2014年の『GOTHAM/ゴッサム』では若いカイルをキャムレン・ビコンドヴァが演じる。
IGNの"Top 100 Comic Book Villains of All Time"（コミックブックのヴィラントップ100）では、キャットウーマンは第11位にランクインされた。
ウィザード誌の"100 Greatest Villains of All Time"（100人の最も偉大なヴィラン）では、第51位にランクインされた。彼女はIGNの"Top 100 Comic Book Heroes of All Time”（コミックブックのヒーロートップ100）では第20位にランクインされた。コミックバイヤーズガイドの"100 Sexiest Women in Comics"（100人の最もセクシーなコミックの女性）では第23位にランクインした。

## 創造
バットマンを創造したボブ・ケインは映画のファンであり、彼の映画への愛はキャットウーマンなど幾つかのキャラクターの原動力になった。キャットウーマンは部分的に1930年代のスターであるジーン・ハーローに影響を受け、ケインは「最も感覚的に女性の美しさを象徴していた」と述べた。ケインとフィンガーは、彼らのコミックブックに性的魅力（女性の読者に訴えることができる人物だけではなく）を与えたいと考え、「犯罪を犯したが、バットマンの潔癖な人生に対するロマンチックで親しみやすい敵」を創造した。このキャラクターはジョーカーのようなバットマンのヴィランとは異なり、彼女は決して殺人者や悪人ではなかった。
キャットウーマンに猫のイメージを使ったことについて、ケインとフィンガーは「ネコをコウモリのアンチテーゼ」と見做したと語った。ケインは「私は、女性は猫のようで、男性は犬のようだと感じました。犬は誠実でフレンドリーですが、猫はクールで信頼するのは難しいです。私は、猫を理解するのは難しいと感じました」と述べた。

## キャラクター
1986年のバットマン: イヤーワンでは売春婦だったが、バットマンの活躍を知り、猫のコスチュームを着たキャットウーマンになった。売春婦のホリー・ロビンソンは友人であり、作中ではカーマイン・ファルコーネの娘である可能性を示唆される。
1989年のリミテッドシリーズ“Catwoman”では両親のいない孤児だった。子供の頃に猫が好きな母親のマリア・カイルは自殺する。父親のブライアン・カイルは、セリーナが母親に似ているため彼女にきつく当たる。最終的に、父親は死ぬまで酒を飲み続けた。セリーナは生き残るために街頭にいるストリートチルドレンになった。セリーナは捕まり孤児院に送られる。13歳のセリーナは、孤児院の管理者が資金を横領している事を知る。管理者は犯罪を隠蔽するために、セリーナを袋に入れて（猫のように）溺れさせるために川に投げ込む。彼女は脱出し、管理者の腐敗を暴露する文書を盗み孤児院に戻る。その後、彼女は管理者のダイヤモンドのネックレスを盗んで孤児院から逃げ出し、市の記録からセリーナ・カイルを消去するように管理者を脅迫した。
“Batman:One Year Later”では名前をイレーナ・ドノヴァン（Irena Dubrovna）に変えて、サム・ブラッドレイとの娘ヘレナを産んだ。その間はホリー・ロビンソンがキャットウーマンの役割を引き継いだ。フィルムフリークとアングルマンに正体を知られ、ヘレナが誘拐される。セリーナ・カイルはキャットウーマンとして復帰する。ヘレナを取り戻し、魔術師のザターナに彼らの記憶を消すよう頼んだ。テッド・グラントの知らせから、ホリーがブラックマスクの殺人犯として逮捕されたことを知り、助けるためにゴッサムに戻る。
長い間、キャットウーマンは男女問わず性に対して開放的に描写されており、彼女のセクシュアリティについてはファンダムの間で長年の議論になっていた。2015年、原作者ジェヌビエーブ・バレンティンは「彼女はバイセクシャルとして確立している。私はそれを突飛なことだとは思っていない。」と認めた。

## 書誌情報

### 漫画

#### 翻訳版
- キャットウーマン:ホエン・イン・ローマ（ISBN 978-4796871167）

小学館集英社プロダクション刊。2012年7月発売。

#### 原語版
| タイトル                              | 発行年     | ISBN           |
| ------------------------------------- | ---------- | -------------- |
| Catwoman                              | 1992年9月  | 978-0446360432 |
| Catwoman: The Catfile                 | 1996年4月  | 978-1563892622 |
| Catwoman: Selina's Big Score          | 2002年8月  | 978-1563898976 |
| Catwoman: The Replacements            | 2007年2月  | 978-1401212131 |
| Catwoman: When in Rome                | 2007年6月  | 978-1401207175 |
| Catwoman: Catwoman Dies               | 2008年2月  | 978-1401216436 |
| Catwoman: The Long Road Home          | 2009年3月  | 978-1401221683 |
| Catwoman: A Celebration of 75 Years   | 2015年11月 | 978-1401260064 |
| Catwoman by Jim Balent Book One       | 2017年9月  | 978-1401273637 |
| レギュラーシリーズ                    |            |                |
| Catwoman Vol.1: Trail of the Catwoman | 2012年1月  | 978-1401233846 |
| Catwoman Vol.2: No Easy Way Down      | 2012年6月  | 978-1401240370 |
| Catwoman Vol.3: Under Pressure        | 2014年4月  | 978-1401245924 |
| Catwoman Vol.4: The One You Love      | 2015年10月 | 978-1401258320 |
| Catwoman Vol.5: Backward Masking      | 2016年5月  | 978-1401260736 |
| Catwoman Vol.6: Final Jeopardy        | 2017年1月  | 978-1401265588 |
| The New 52                            |            |                |
| Catwoman Vol.1: The Game              | 2012年5月  | 978-1401234645 |
| Catwoman Vol.2: Dollhouse             | 2013年3月  | 978-1401238391 |
| Catwoman Vol.3: Death of the Family   | 2013年10月 | 978-1401242725 |
| Catwoman Vol.4: Gotham Underground    | 2014年6月  | 978-1401246273 |
| Catwoman Vol.5: Race of Thieves       | 2014年12月 | 978-1401250638 |
| Catwoman Vol.6: Keeper of the Castle  | 2015年8月  | 978-1401254698 |
| Catwoman Vol.7: lnheritance           | 2016年2月  | 978-1401261184 |
| Catwoman Vol.8: Run Like Hell         | 2016年10月 | 978-1401264864 |

### 画集
カバーラン -アダム・ヒューズ カバーアートコレクション at DCコミックス-
パイインターナショナル刊。ISBN 978-4756243102

### 絵本
Catch Catwoman! (DC Super Friends)
ランダムハウス刊。ISBN 978-0449816165
Catwoman Counting (DC Board Books)
Picture Window Books刊。ISBN 978-1479558919

## 映画

### 実写映画
『バットマン オリジナル・ムービー』 (1966年)
演 - リー・メリーウェザー
日本語訳ではミス・キャットと呼ばれる。『怪鳥人間バットマン』の映画化。
『バットマン リターンズ』 (1992年)
演 - ミシェル・ファイファー | 日本語吹替 - 田島令子(ソフト版)、藤田淑子(テレビ朝日版)
ゴッサムの実業家、マックス・シュレックの秘書。メガネをかけており、内気で典型的な真面目で下に見られやすいが心は優しく、趣味は部屋をオシャレにすることや裁縫など普通の女性だった。シュレックのゴッサムシティを支配する計画を知り、口封じのためにマックスのオフィスがあるビルから窓ごと突き落とされる。瀕死の状態の彼女は猫好きであったため、野良猫たちの神秘的な力と共鳴して生き延びたが、以前とは正反対の性格となり、フラフラと大量の野良猫と共に自宅のアパートへ帰ると部屋をめちゃくちゃに荒らし服を自ら縫い、露出の多い真っ黒な革製のスーツを高笑いしながら作り、派手な化粧をしてキャットウーマンとなり、復讐を誓う。バットマンを倒そうとするも、ブルース・ウェインと互いに惹かれあう。ペンギンからも殺されかけたり、悪人仲間でも虐げられがちな立場にある。
『バットマン フォーエヴァー』 (1995年)
バットマンとチェイス博士の会話で触れられる。
『キャットウーマン』 (2004年)
演 - ハル・ベリー | 日本語吹替 - 本田貴子(ソフト版)、深見梨加(テレビ朝日版)
本名はペイシェンス・フィリップス（Patience Phillips）であり、バットマンとの類似性はほとんど無い。
粧品会社「ヘデア・ビューティー」に務めるグラフィックデザイナーであるフィリップスは内気でシャイな性格だった。同社の新商品である若返りクリーム「ビューリン」の恐るべき副作用の秘密を知ってしまい、口封じのために殺されてしまう。しかし、エジプトの猫神「マオ・キャット」の力によって復活。ネコの超能力を身につけたキャットウーマンとなり、復讐を誓う。
『ダークナイト ライジング』 (2012年)
演 - アン・ハサウェイ | 日本語吹替 - 園崎未恵
暗視装置などの機能を持ったハイテクゴーグルを使用している。セリーナは自身を「キャットウーマン」と名乗っておらず、コスチュームの特徴(ハイテクゴーグルを使用していないときに頭の方にはね上げていると猫の耳のように見える構造になっている)からメディアがそう呼んだ。
ゴッサムシティの裏通りにあるアパートに友人のジェーンと住んでいる。何度か窃盗で捕まり、犯罪歴が残っている。ジョン・ダゲットの依頼を受け、犯罪歴を抹消するソフトウェア「クリーン・スレート」と引き換えにブルース・ウェインの指紋を盗む。ブルースと次第に惹かれあう。
『THE BATMAN-ザ・バットマン-』（2022年）
演 - ゾーイ・クラヴィッツ | 日本語吹替 - ファイルーズあい
まだキャットウーマンとして活躍する前の状態であり、マスクもまだ目出し帽で角が若干猫の耳のように尖っておりこれから変化していく過程だと監督は説明している。原作コミックのイヤーワンのショートヘアを忠実に再現しており、様々なウィッグを被ってラウンジ内で行動する。普段はカーマイン・ファルコーネの部下であるペンギンが経営するクラブの店員として働いている。同じクラブの店員でゴッサムシティにあるアパートに共に住む友人が事件に巻き込まれ、拉致されたことから彼女の行方を追う。

### アニメ映画
『レゴバットマン ザ・ムービー』 (2017年)
声 - ゾーイ・クラヴィッツ | 日本語吹替 - 中恵光城
『ニンジャバットマン』 (2018年)
声 - 加隈亜衣 | 英語吹替 - グレイ・デリスル

## ドラマ
『怪鳥人間バットマン』（1966年 - 1968年）
演 - ジュリー・ニューマー(シーズン1〜2)/アーサー・キット(シーズン3) | 日本語吹き替え - 来宮良子(フジテレビ版)/内田春菊(WOWOW版)
ミス・キャットという名前で登場。

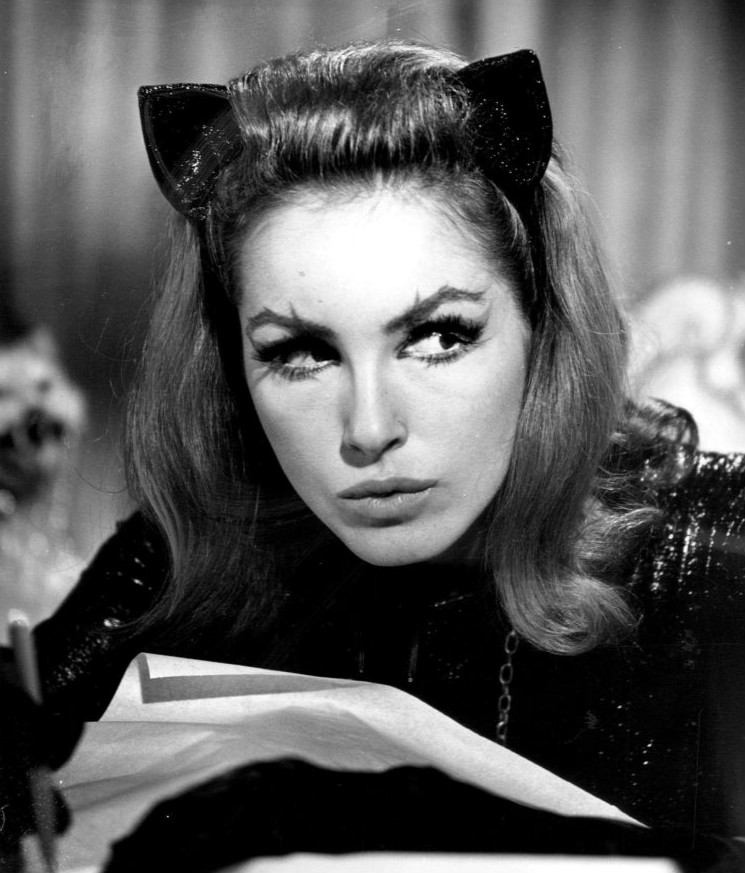
ジュリー・ニューマー 1966-1967
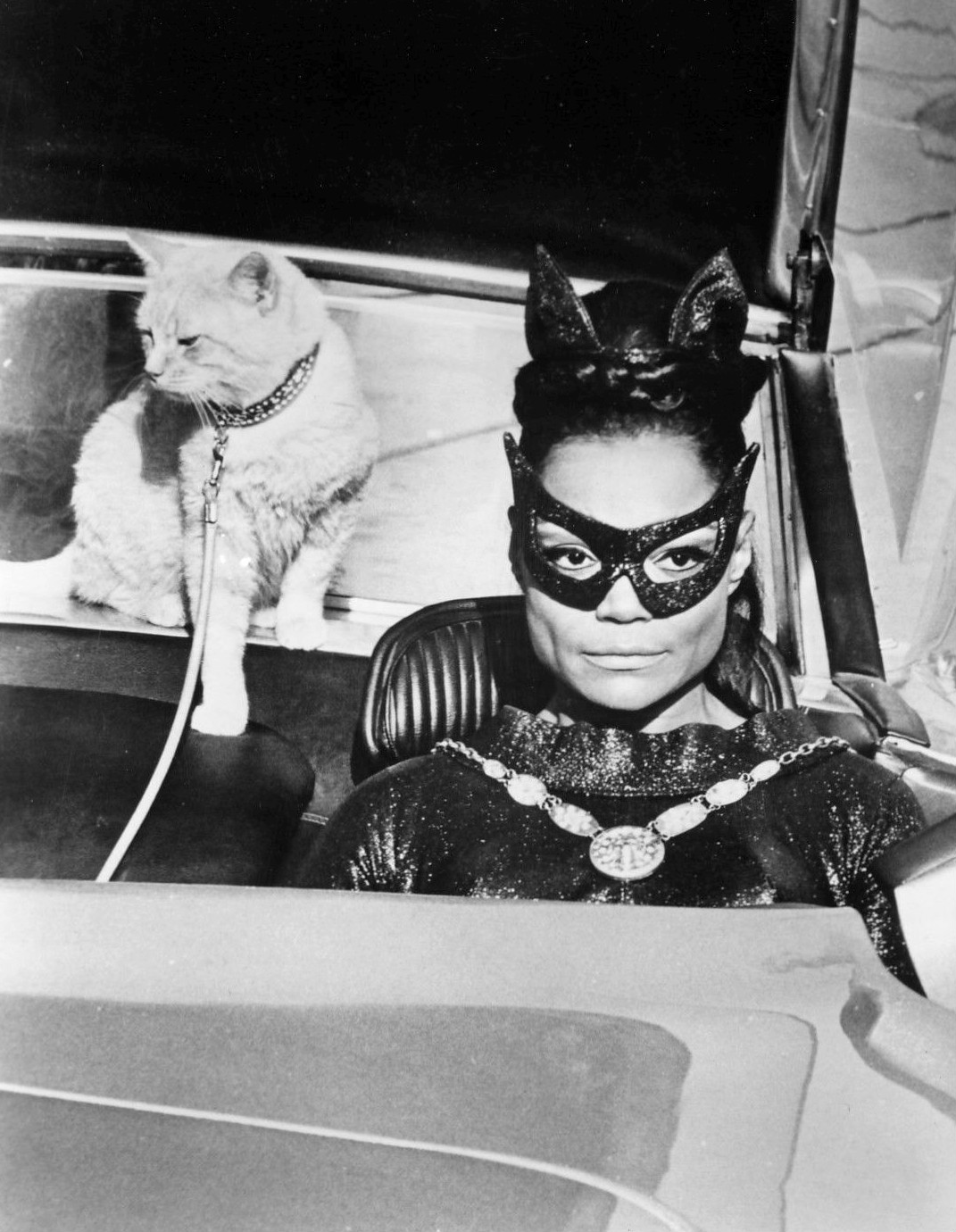
アーサー・キット 1967–1968

『ゴッサム・シティ・エンジェル』（2002年 - 2003年）
女性キャラクターをメインに製作されたドラマ。ヒーローの一人であるハントレスの母親として出演した。
『GOTHAM/ゴッサム』（2014年 - 2019年）
演 - キャムレン・ビコンドヴァ/リリー・シモンズ(最終話) | 日本語吹き替え - 佐藤美由希。
ゴッサム・シティを舞台にした犯罪ドラマ。ホームレスの少女として登場。
孤児として育ち、生きて行く為に盗みを働く。母親は犯罪者で指名手配中なためゴッサムから離れている。
恵まれた環境で育っていたブルースとは対照的に描かれており、世間知らずな彼に社会を知るきっかけを作った少女として描かれている。友人になりながらも正義の道に次第に進んでいくブルースと義賊でありながら悪の道に進んでいくセリーナと道が分かれながら成長してゆく。

## アニメ
バットマン (1992年-1999年)
声 - エイドリアン・バーボー、日本語吹替 - 高島雅羅
動物の権利保護運動家。環境破壊などを行う企業などから金品を盗む。灰色のコスチュームに金髪の長髪。デザイン変更後は黒のコスチュームに黒のショートカット。
ゴッサム・ガールズ (2000年-2002年)
声 - エイドリアン・バーボー
キャットウーマン、ポイズン・アイビー、ハーレイ・クイン、バットガールなどバットマン作品に登場する女性キャラクターを主役にしたフラッシュアニメ。
ザ・バットマン (2004年-2008年)
声 - ジーナ・ガーション、日本語吹替 - 本田貴子
黒のコスチュームとゴーグルをつけている。
バットマン:ブレイブ&ボールド (2008年-2011年)
声 - ニカ・ファターマン、日本語吹替 - 本田貴子
DCスーパーヒーロー・ガールズ (2016年-現在)
声 - クリスティーナ・パチェリ

## ゲーム
Catwoman (video game) (2004年)
声 - ジェニファー・ヘイル
エレクトロニック・アーツUKとArgonaut Gamesが開発したアクションアドベンチャーゲーム。PlayStation 2とXboxで発売された。日本でのPlayStation 2の発売は中止された。
バットマン テルテイル・シリーズ (2016年)
声 - ローラ・ベイリー

### アーカムシリーズ
バットマン アーカム・シティ (2011年)
声 - グレイ・デリスル
ワーナー エンターテイメント ジャパンよりPlayStation 3、Xbox 360、Windowsで発売されたアクションゲーム。キャットウーマンをプレイアブルキャラクターとして操作することができる。彼女の住むアパートには常に猫が彷徨いている。
バットマン アーカム・ナイト (2015年)
声 - グレイ・デリスル
PlayStation 4で発売されたアクションゲーム。『バットマン アーカム・シティ』の続編。DLCでキャットウーマンをプレイアブルキャラクターとして操作することができる。

### 対戦型格闘ゲーム
モータルコンバット vs. DCユニバース (2008年)
声 - パティー・マットソン
ヴィランとして位置づけられており、止め技は相手の息の根を止めるfatality（フェイタリティ）を用いる。
インジャスティス:神々の激突 (2013年)
対戦型格闘ゲーム。プレイアブルキャラクターとして登場。
声 - グレイ・デリスル
インジャスティス2 (2017年)
声 - グレイ・デリスル
対戦型格闘ゲーム。プレイアブルキャラクターとして登場。
「Injustice 2 - Introducing Catwoman!」 - YouTube